# Roland Barthes
Roland Barthes (12. november 1915 – 25. marts 1980) var en fransk litteraturkritiker, litteratur- og socialteoretiker, filosof og semiolog. 
Barthes arbejdede med en tredelt billedanalyse. Første trin er det denotative niveau, der er billedets primære betydning. Her bruger mennesket sine antropologiske koder (altså medfødte egenskaber) til at danne betydning. Dernæst er det konnotative niveau i billedet, som er den sekundære betydning. For at læse det konnotative niveau bruger mennesket sociokulturelle koder, som er tillærte i løbet af menneskets opvækst og liv. Den sidste del af Barthes' billedanalyse, kalder han for meddelelsessituationen. Her kan f.eks. en billedtekst have betydning for billedet.
Fra samme synsvinkel analyserede han desuden mytologien og fandt frem til, at det primære tegnsystem udgør mytens struktur, mens det sekundære er et udtryk for mytens normer og værdier. Herved skabes en syntese af det kendte, meningen med myten og det normative budskab, som er et dannelsesbudskab.